# Kamień Mały (gmina)
Kamień Mały – dawna gmina wiejska istniejąca w latach 1946–1948 i 1973–1976. Siedzibą władz gminy był Kamień Mały.
Gmina Kamień Mały powstała po raz pierwszy w 1946 roku w powiecie gorzowskim w województwie poznańskim z obszaru zniesionych gmin Witnica (powiat gorzowski) i Kostrzyń (powiat chojeński, woj. szczecińskie). Składała się z trzech eksklaw. Główna, centralna część z siedzibą gminy znajdowała się na zachód od Witnicy (Kamień Mały, Kamień Wielki, Mościce, Mościczki). Część wschodnia znajdowała się na wschód od miasta Witnicy, które oddzielało obie części (Białcz, Białczyk, Kłopotowo, Oksza, Pyrzany, Świerkocin). Wreszcie część zachodnia (Warniki, Dąbroszyn) odpowiadała obszarowi dawnej gminy Kostrzyń, i była oddzielona od głównej części gminy (a także powiatu gorzowskiego) przez obszar gmin Dębno (powiat chojeński, województwo szczecińskie) i Torzym (powiat sulęciński, województwo poznańskie). Aby dojechać z Kamienia Małego do Warnik i Dąbroszyna trzeba było przedostać się przez Krześniczkę w województwie szczecińskim (powiat chojeński, gmina Dębno). W 1948 roku gminę Kamień Mały przemianowano na gminę Witnica.
Gmina Kamień Mały została utworzona po raz drugi 1 stycznia 1973 w powiecie gorzowskim w woj. zielonogórskim. 1 czerwca 1975 gmina weszła w skład nowo utworzonego woj. gorzowskiego. 15 stycznia 1976 została zniesiona przez połączenie z dotychczasową gminą Witnica w nową gminę Witnica, oprócz sołectwa Warniki, które włączono do Kostrzyna.
Zobacz też: gmina Kostrzyń.